# Krzysztof Radzikowski
Krzysztof Radzikowski, pseudonimy: Kaczor, Radzik (ur. 18 sierpnia 1981 w Głownie) – polski strongman.
Jeden z najlepszych polskich i światowych siłaczy. Drugi Wicemistrz Polski Strongman 2008 i Drugi Wicemistrz Polski Strongman 2009. Wicemistrz Europy Strongman 2009. Wicemistrz Europy w Wyciskaniu Belki 2009. Mistrz świata federacji World Strongman Federation w 2012.

## Życiorys
Krzysztof Radzikowski ukończył Szkołę Podstawową Nr 1 w Głownie, następnie kontynuował naukę w Technikum Samochodowym. Studiował na Uniwersytecie Łódzkim wychowanie fizyczne i zdrowotne. Pracował jako nauczyciel wychowania fizycznego

## Kariera strongmana
Trenerem Krzysztofa Radzikowskiego był wielokrotny Mistrz Świata Strongman, Mariusz Pudzianowski.
Wygrał eliminacje do Pucharu Polski Strongman 2006. Uczestniczył w Pucharze Polski Strongman 2005, Pucharze Polski Strongman 2006 i Pucharze Polski Strongman 2007.

### 2008
W 2008 zadebiutował na zawodach międzynarodowych i od tamtej pory zdobywał w nich wysokie lokaty.

### 2009
Podczas zawodów The Globe's Strongest Man w lipcu 2009 zajmował drugie miejsce, po Mariuszu Pudzianowskim, aż do przedostatniej konkurencji, w której doznał kontuzji dłoni, w Spacerze farmera i ostatecznie w jej wyniku zajął dopiero szóste miejsce.
Mariusz Pudzianowski, w trakcie indywidualnych Mistrzostw Świata Strongman 2009, skrytykował siłacza Jarosława Dymka, który po raz trzeci z rzędu nie zakwalifikował się do finału tych zawodów. Tym samym "zablokował" miejsce i uniemożliwił udział w mistrzostwach młodszym polskim zawodnikom, między innymi Krzysztofowi Radzikowskiemu, którego możliwości Dominator ocenił na odpowiednie do udziału w finale tych najważniejszych zawodów siłaczy.

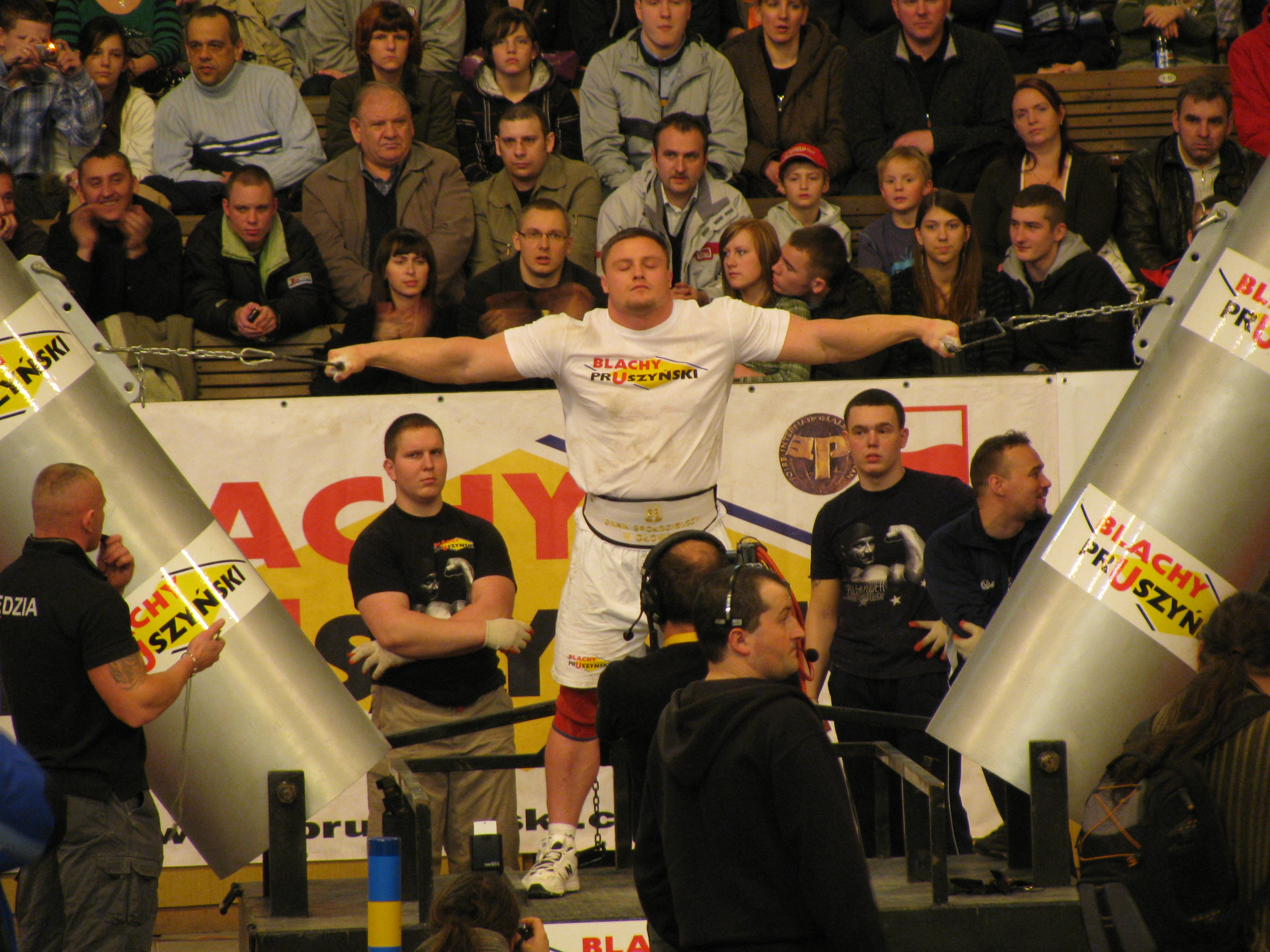
K. Radzikowski podczas Piątego Pojedynku Gigantów w Uchwycie Herkulesa, Łódź 2009

W klasyfikacji generalnej Super Serii za rok 2009, po udziale w dwóch rozgrywkach, zajął szóste miejsce.

### Wymiary:[4]
- wzrost 186 cm
- waga 120kg
- biceps 56 - 58 cm
- udo 80 cm
- klatka piersiowa 145 cm

### Rekordy życiowe
- Przysiad ze sztangą 400 kg[5]
- Wyciskanie leżąc: 300 kg[5]
- martwy ciąg 430kg[6]

## Życie prywatne
Mieszka w swoim rodzinnym mieście Głownie, w województwie łódzkim. Bierze udział w programie TTV Gogglebox. Przed telewizorem. Jest w związku z Michaliną Pyszkiewicz. Ma dwójkę dzieci: syna Antoniego i córkę Hannę. 

## Osiągnięcia strongman
- 2005

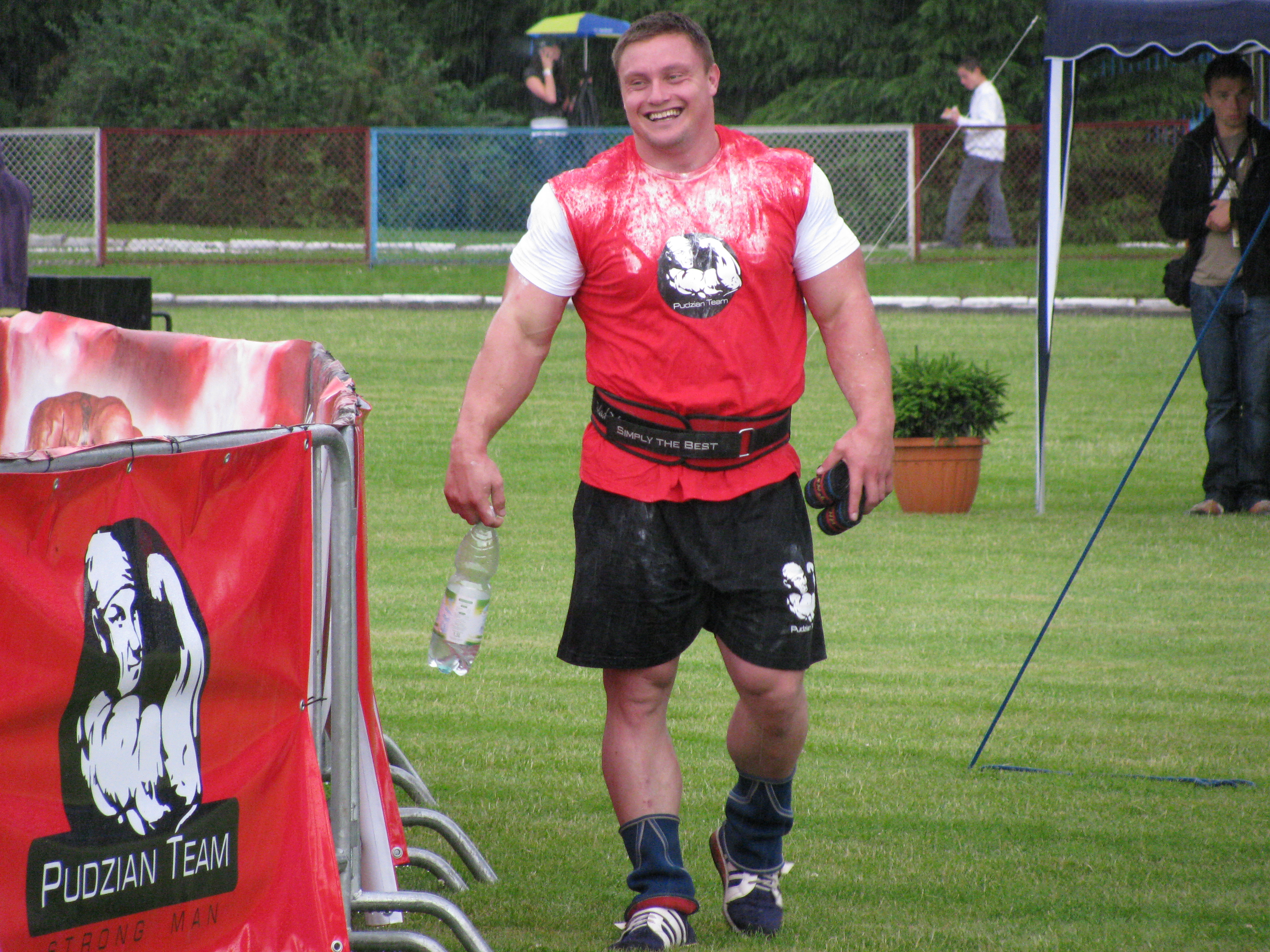
Krzysztof Radzikowski, 2009

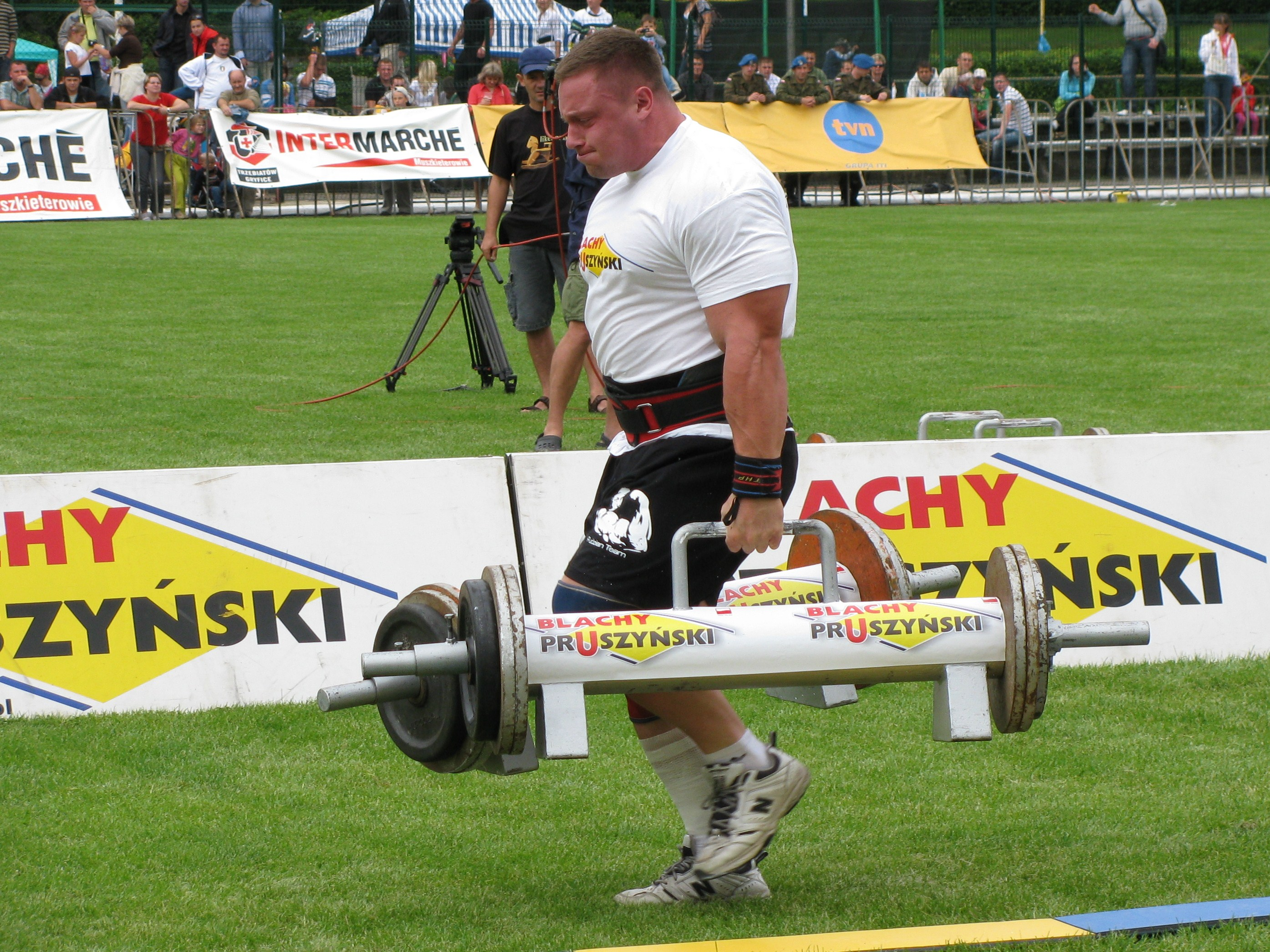
Krzysztof Radzikowski w tzw. Spacerze farmera

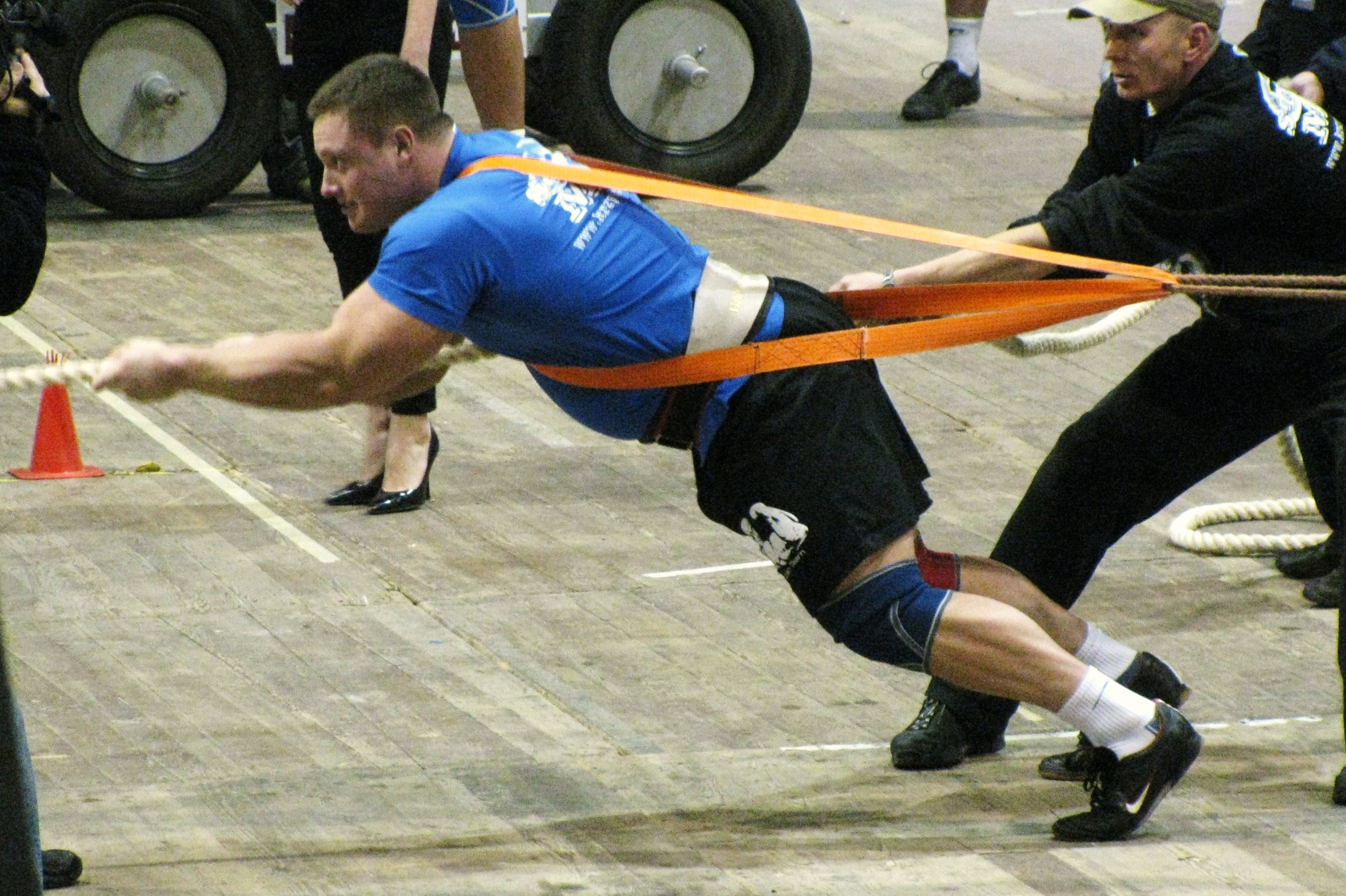
Krzysztof Radzikowski, 2010

  - 5. miejsce - Mistrzostwa Polski Strongman 2005, Starachowice
  - 2. miejsce - Zawody Północ-Południe, Darłowo
- 2006
  - 8. miejsce - Mistrzostwa Polski Strongman 2006, Września
- 2007
  - 6. miejsce - Mistrzostwa Polski Strongman 2007, Strzegom
- 2008
  - 6. miejsce - Mistrzostwa Europy Strongman 2008, Szczecinek
  - 2. miejsce - Grand Prix Polski Strongman 2008, Radom
  - 3. miejsce - Finał Pucharu Polski Strongman 2008, Kołobrzeg
  - 3. miejsce - Mistrzostwa Polski Strongman 2008, Częstochowa
  - 5. miejsce - Mistrzostwa Świata w Wyciskaniu Belki, Litwa
- 2009
  - 1. miejsce - Piąty Pojedynek Gigantów, Łódź
  - 3. miejsce - Puchar Świata Strongman Stone Design, Tczew[8]
  - 2. miejsce - Mistrzostwa Europy Strongman 2009, Bartoszyce
  - 6. miejsce - The Globe's Strongest Man, Grand Prix Moskwy (kontuzjowany)[9]
  - 3. miejsce - Mistrzostwa Polski Strongman 2009, Trzebiatów
  - 3. miejsce - Mistrzostwa Polski Strongman A-S 2009, Malbork
  - 5. miejsce - Mistrzostwa Polski Strongman w Parach 2009 (z Kryspinem Rozumem), Krotoszyn
  - 5. miejsce - Super Seria 2009: Venice Beach
  - 2. miejsce - Mistrzostwa Europy w Wyciskaniu Belki 2009, Litwa
  - 4. miejsce - Super Seria 2009: Göteborg
- 2010
  - 3. miejsce - Halowy Puchar Polski Strongman 2010, Gdańsk
- 2011
  - 1 na eliminacjach do WSM 2011 które odbyły się w Polsce
  - Brał udział w WSM 2011; nie udało mu się dostać do finału
- 2012
  - 1. miejsce - Mistrzostwa Świata World Strongman Federation 2012, Abu Dhabi
  - 6. miejsce - Mistrzostwa Świata Strongman 2012, Los Angeles
  - 2. miejsce - Europe Arnold Strongman Classic 2012, Madryt
- 2013
  - 4. miejsce - Arnold Strongman Classic 2013, Columbus
  - 1. miejsce - Strongman Champions League — Iceman Challenge IV, Kuusamo (16.03.13.)
  - 3. miejsce - Arnold Strongman Classic, Rio de Janeiro
  - 1. miejsce - Mistrzostwa Polski Strongman Harlem 2013, Augustów
  - 1. miejsce - Strongman Champions League - Czechy
  - 3. miejsce - Strongman Champions League - Holandia
  - 3. miejsce - Strongman Champions League - FIBO Niemcy
  - 3. miejsce - Mistrzostwa Europy Strongman - Leeds, Anglia
  - 1. miejsce - Strongman Champions League - Portugalia
  - 2. miejsce - Giants Live Woodstock - Polska
  - 2. miejsce - Strongman Champions League - Węgry
  - 2. miejsce - Strongman Champions League - Słowacja
  - 1. miejsce - Strongman Champions League - Polska
  - 2. miejsce - Strongman Champions League - Gibraltar
  - 1. miejsce - Overall winner Strongman Champions League 2013!
- 2014
  - 1. miejsce - Strongman Champions League - Węgry
  - 1. miejsce - Strongman Champions League, Polska, 2-3 Augustów
  - 1. miejsce - Strongman Champions League - Zambia (13.09.2014)
  - 1. miejsce - Strongman Champions League - Rumunia (21.09.2014)
  - 3.miejsce - Strongman Champions League - Estonia
  - 2.miejsce - Overall Strongman Champions League 2014
- 2015
  - 2.miejsce - Strongman Chapions League - Norwegia
  - 3.miejsce - Giants Live - Doncaster
  - 2.miejsce - Arnold Strongman Classic Melbourne
  - 1.miejsce - Strongman Champions League FIBO - Niemcy[potrzebny przypis]
  - 4.miejsce - World's Strongest Man Grupa 4
  - 2.miejsce - Winter Strongman Challenge (Dartford, Anglia)
- 2019
  - 1.miejsce - Strongman Champions League FIBO

## Kariera freak fight
26 września 2021 roku podczas drugiej konferencji prasowej promującej galę „Fame 11: Fight Club" ogłoszono zakontraktowanie Krzysztofa Radzikowskiego, oraz wstępnie poinformowano, że zawalczy na gali Fame MMA 12. Po czasie na tej samej konferencji przedstawiono jego przeciwnika, Piotra „Bestie" Piechowiaka. Walkę podczas Fame 12 przegrał jednogłośnie na punkty.

### Lista walk w MMA
| Wynik     | Bilans | Przeciwnik             | Rozstrzygnięcie       | Runda | Czas | Rozgrywki                            | Data       | Miejsce      | Uwagi        |
| --------- | ------ | ---------------------- | --------------------- | ----- | ---- | ------------------------------------ | ---------- | ------------ | ------------ |
| Przegrana | 0-1    | Piotr Piechowiak (2-0) | Decyzja (jednogłośna) | 3     | 3:00 | Fame 12: Don Kasjo vs. Polish Zombie | 20.11.2021 | Gdańsk/Sopot | Debiut w MMA |